# Wilfried von Seidlitz
Wilfried von Seidlitz (* 31. August 1880 in Berlin; † 1. April 1945) war ein deutscher Geologe und Paläontologe. Er war Professor für Geologie an der Friedrich-Schiller-Universität Jena und Präsident der Preußischen Geologischen Landesanstalt.

## Leben
Von Seidlitz hatte seit 1919 den Lehrstuhl für Geologie der Universität Jena inne. Er war Leiter der 1923 gegründeten Thüringischen Geologischen Landesuntersuchung und gründete 1925 den Thüringischen Geologischen Verein, dessen 1. Vorsitzender er wurde.
Nach dem Tode Gustav Eichhorns 1929 leitete er zunächst vertretungsweise das Germanische Museum der Universität Jena. Jedoch wurde bereits wenige Wochen später ein Nachfolger für die Stelle gesucht.
1930 teilte sich die Societät für die gesamte Mineralogie zu Jena (Vorläufer der Mineralogie der Friedrich-Schiller-Universität Jena) in das Mineralogische Institut mit dem Leiter Fritz Heide (1891–1973) und das Geologische Institut auf, dessen Leitung von Seidlitz übernahm und bis 1945 innehatte.
1933 wurde er zum Präsidenten der Preußischen Geologischen Landesanstalt ernannt, er blieb auf diesem Posten bis 1936. Sein Nachfolger im Amt war Julius Versé. Im Jahr 1935 wurde er zum Mitglied der Leopoldina gewählt.
1935 war er als Kandidat für den Hauptausschuss der Deutschen Gemeinschaft zur Erhaltung und Förderung der Forschung im Gespräch; diese war im Jahr zuvor von den Nationalsozialisten politisch gleichgeschaltet worden.
Im Zweiten Weltkrieg war von Seidlitz im Rang eines Obersts als Wehrgeologe tätig. Er wurde 1945 bei einem Tieffliegerangriff am Bahnhof Flörtha schwer verwundet und starb am 1. April im Krankenhaus Eisenach.

## Werke
- Entstehen und Vergehen der Alpen. 2., unveränd. Aufl. Enke, Stuttgart 1934
- Grundzüge der Geologie von Deutschland. Fischer, Jena 1933
- Der Bau der Erde und die Bewegungen ihrer Oberfläche. J. Springer, Berlin 1932, 1.–5. Tsd.
- Diskordanz und Orogenese der Gebirge am Mittelmeer. Borntraeger, Berlin 1931
- Flandern. Gebrüder Borntraeger, Berlin 1928
- Das Westende der nördlichen Kalkalpen im Rhätikon. Gebr. Borntraeger, Berlin 1923
- Erfahrungen und Erfolge der Kriegsgeologie. Urban & Schwarzenberg, Berlin 1922
- Revolutionen in der Erdgeschichte. Fischer, Jena 1920